# Toutes pour une
Pour plus de détails, voir Fiche technique et Distribution.
Toutes pour une est un film franco-belge réalisé par Houda Benyamina et sorti en 2025. Il s'agit d'une libre adaptation de l’œuvre Les Trois Mousquetaires d'Alexandre Dumas.

## Synopsis
Sara, une jeune fille en quête de liberté, découvre avec stupeur que les légendaires Trois Mousquetaires, protecteurs de la Reine de France, sont en réalité des femmes dissimulées sous des apparences masculines. Fascinée par leur courage et leur détermination, elle décide de rejoindre leur aventure et de suivre leur chemin : se transformer pour être libre et enfin devenir elle-même.

## Fiche technique
Sauf indication contraire, les informations mentionnées dans cette section peuvent être confirmées par les bases de données cinématographiques IMDb et Allociné,  présentes dans la section « Liens externes ».
- Titre original : Toutes pour une
- Réalisation : Houda Benyamina
- Scénario : Houda Benyamina, Fabien Suarez et Juliette Sales, d'après Les Trois Mousquetaires d'Alexandre Dumas
- Musique : Amine Bouhafa, Emilie Gassin et Ben Violet
- Décors : Philippe Chiffre
- Costumes : N/A
- Photographie : Christos Voudouris
- Montage : N/A
- Production : Marc-Benoît Créancier

Coproducteurs : Jacques-Henri Bronckart, Tatjana Kozar et Gwennaëlle Libert
- Sociétés de production : Easy Tiger
  - Coproduction : Studiocanal, Versus Production, France 2 Cinéma, RTBF, Voo,  BeTV, Proximus et Spirit Bird
  - Avec le soutien de : Canal+, Ciné+, OCS, Eurimages, CNC, des régions Île-de-France, Occitanie et Provence-Alpes-Côte d'Azur, SACEM, Cofinova Développement et Média, Centre du Cinéma et de l'Audiovisuel de la Fédération Wallonie-Bruxelles, Tax shelter du gouvernement fédéral belge, Inver Tax Shelter et Wallimage
  - En association avec : Sofica La Banque Postale Image 17, Cofimage 34, Cinémage 18, Cofinova 20, SG Image 2022
- Société de distribution : UGC (France)
- Budget : 10 680 000 € (estimé)
- Pays de production :  France,  Belgique
- Langue originale : français
- Format : couleur
- Genre : cape et épée, action, aventures
- Dates de sortie[1] :
  - France : 11 novembre 2024 (Festival du film d’Arras), 22 janvier 2025 (sortie nationale)

## Distribution
- Oulaya Amamra : Sara / D'Artagnan
- Sabrina Ouazani : Athos
- Déborah Lukumuena : Portau
- Daphné Patakia : Aramitz
- Georgina Amorós : Anne d'Autriche
- Kacey Mottet-Klein : Richelieu
- Nemo Schiffman : Louis XIII
- Martin Karmann : Le Marquis
- Salomé Villiers : La Marquise
- Maryne Cayon : Claudia la charbonnière

## Production
En 2021, il est annoncé que le prochain film de Houda Benyamina, intitulé Toutes pour une, fait partie des projets annuels soutenus par le CNC avec une avance sur recettes d'une valeur de 850 000 euros. Il est aussi financé à hauteur de 2,6 millions d'euros par France Télévisions et 550 000 euros par les régions de France dans lequel il est tourné.
Le tournage se déroule notamment en région Occitanie en avril et mai 2023 : dans le département de l'Hérault (Villeneuve-lès-Maguelone, lac du Salagou, Gorges de l'Hérault) et dans l'Aveyron (La Couvertoirade). Les prises de vues ont également lieu en Île-de-France (notamment au château Fontainebleau et à Lésigny en Seine-et-Marne) ainsi qu'en Provence-Alpes-Côte d'Azur,.

## Sortie et accueil